# Convertirea la islam
Orice persoană care își însușește principiile islamice (care aderă la monoteism și îl acceptă pe Muhammad ca profet) este musulman, indiferent dacă s-a născut musulman sau s-a convertit ulterior, și trebuie să se supună legii islamice. Pentru a te converti la islam este necesar să rostești mărturia de credință (šahāda) în fața oricărui musulman. Orice musulman care a convertit o persoană trebuie să raporteze acest lucru către Mağlis, autoritatea care va păstra o evidență a tuturor celor care au trecut la islam. Vârsta de la care te poți converti depinde de la regiune la regiune, iar în prezent, principalul motiv de convertire este căsătoria. 

## Despre convertire în Coran
Problema convertirii presupune granițe neclare, îndeosebi din cauza faptului că în Coran nu sunt trasate clar detalii legate de ceea ce reprezintă acest proces și de cum ar trebui el să se desfășoare. Coranul îi invită pe mekkani să renunțe la politeism în favoarea unui Dumnezeu unic și menționează, de asemenea, că cei care vor urma această cale vor câștiga binecuvântarea divină, în timp ce aceia care refuză convertirea vor îndura pedepse.  Totuși, nu este permisă constrângerea către convertire, în virtutea faptului că Dumnezeu alege pe cine să salveze și pe cine să lase în ignoranță. 

## Istorie

### Începuturile islamului și prima generație de musulmani
Perioada incipientă a oricărei religii presupune nevoia de a construi o comunitate destul de puternică încât să apere interesele religioase și să continue să răspândească mesajul acesteia printre oameni. Pentru islam, nevoia de comunitate a apărut devreme, prima generație având de înfruntat interesele politice și economice din zonă. Noua religie monoteistă a fost primită cu ostilitate în rândul politeiștilor din Mecca, musulmanii fiind forțați să plece către Yathrib (oraș cunoscut mai târziu sub denumirea de Medina), fenomen pe care îl numim astăzi hijra (în ar. هجرة, migrație). În Medina comunitatea nou formată a reușit să se dezvolte, căpătând pe tot cuprinsul Peninsulei Arabice o influență considerabilă din punct de vedere politic, militar și nu numai.
	Prima persoană care s-a convertit la islam a fost Ḫadīğa, prima soție a profetului Muḥammad. Văduvă și cunoscută pentru priceperea sa ca negustoare, Ḫadīğa îl trimite pe Muḥammad într-una din expedițiile sale, urmând să se căsătorească la scurt timp. Ḫadīğa este una din primele adepte ale lui, aprobând calitatea sa de profet și aderând la mesajul pe care acesta dorea să îl transmită către comunitate. Acesteia i-au urmat și alți apropiați ai profetului.
	După moartea lui Muḥammad, atunci când, sub califul Umar, statul începe să capete contur și să înglobeze și populații non-arabe din zonă (incluzând creștini, iudei, zoroastrieni, budiști), aceștia încep să se convertească la islam, fiind cunoscuți sub denumirea de mawālī (în ar. موالي, clienți). Totuși, în cadrul cuceririlor, popoarele care deveneau parte a califatului nu erau obligate să se convertească la islam, chiar Coranul descurajând această practică (Coran 2:256), deși, în același timp, se încurajează trecerea la islam și renunțarea la politeism în multiple versete. 
	Creșterea comunității islamice aduce cu sine, însă, probleme de ordin economic. Cei care adoptau religia musulmană aveau beneficiul plății unor taxe semnificativ mai mici către califat, spre deosebire de non-musulmani, fapt ce a determinat o parte importantă din populație să se convertească. 

### Perioada Ummayadă
Cuceririle arabe iau amploare sub conducerea dinastiei Ummayade, statul extinzându-se spre nordul Africii și Peninsula Iberică. Totuși, convertirile la islam au avut loc într-un ritm mult mai puțin alert spre deosebire de extinderea teritorială.
Dacă anterior, în încercarea de a procura mai mulți bani, califii au continuat să-i taxeze pe mawālī ca pe non-musulmani chiar și după ce se converteau, califul ʿUmar bin ʿAbd al-ʿAzīz (ʿUmar al II-lea) a decis ca doar cei care practicau o altă religie să fie supuși plății unei taxe mai mari. Acest lucru a contribuit la aplanarea instabilității politice create și, în consecință, această practică a fost adoptată ulterior și de ʽAbbasizi. 

### Perioada ʽAbbasidă
Califul abbasid Muhammad al-Mahdi ibn al-Mansur a încercat să șteargă urmele discriminării din perioada ummayadă asupra mawālī, ajungând să se considere chiar că acesta le-ar fi acordat drepturi în defavoarea arabilor, însă motivul din spatele deciziilor luate a fost unul politic. Acești mawālī au ajuns, cu timpul, să se alieze cu alte categorii minoritare din califat, încercând să creeze dezechilibru la conducere. Astfel, Al-Manṣūr decide să le acorde funcții, indiferent de religia de care aparțineau, și să le ofere o voce în treburile publice. 
Mai târziu, după conflictul pentru preluarea puterii între Al-Amīn și Al-Maʼmun, armata este restructurată pentru a-i cuprinde pe turcii din teritoriile cucerite, astfel fiind convertiți la islam un număr mare dintre aceștia. 
De cealaltă parte, cei care își păstrează religia, în special creștinii, îi privesc pe convertiți cu un ochi critic, considerând chiar că aceste convertiri erau cauzate de o forță demonică. 

### Convertirea în Califatul de la Cordoba
În momentul intrării în Andaluzia de pe coasta de Nord a Africii (în anul 711), arabii și-au imaginat că popoarele peste care se așezaseră vor rămâne separate de elita arabo-musulmană. Totuși, în mod inevitabil, tot mai mulți membri ai populației cucerite încep să se convertească la islam, atât din convingere, cât și din motive de ordin socio-economic. 
La fel ca în celelalte teritorii cucerite, și în Andaluzia musulmanii aveau un statut privilegiat, astfel încât cei care refuzau islamul aveau dreptul să își practice propria religie, însă nu în mod public. În același timp, plăteau o taxă specială, ğizya, și nu puteau obține funcții care i-ar fi plasat într-o poziție de autoritate asupra musulmanilor. 
Cei care se converteau la islam pentru a obține funcții publice erau obligați să urmeze întru totul practicile islamice și, mai ales, să respecte legea islamică, šari`a. Același lucru era valabil și pentru creștinii care își doreau să facă parte din structurile de administrație, nefiind acceptați dacă, spre exemplu, consumau carne de porc sau erau necircumciși. 

## Islamul în zilele noastre
În prezent, islamul s-a răspândit în toate colțurile lumii, depășind granițele statelor arabe. Datorită migrațiilor declanșate de coloniile din secolul al XX-lea, islamul a devenit a doua cea mai răspândită religie în Europa. De asemenea, există comunități importante de musulmani în Vestul Asiei, Asia centrală, arhipelagul Indonezian, dar și în ceea ce numim astăzi Lumea nouă. De asemenea, islamul înglobează o varietate rasială demnă de menționat, cuprinzând, printre altele, caucazieni, slavi, turci, tătari, chinezi, japonezi, indonezieni și populații africane.
În anul 2010 se estima că populația musulmană număra 18,3 milioane de persoane în Europa de Vest, 3,5 de milioane în America de Nord și 0,4 milioane în Australia, vorbindu-se de o creștere semnificativă comparativ cu statisticile din anul 1990.